# 기독교 신조 목록
기독교는 교회 역사를 통해 많은 기독교 신조, 고백 및 신앙 진술을 만들어 냈다. 다음 목록이 제공된다.
많은 경우에 개별 교회는 부칙 에서 추가 교리 문제를 다룰 것이다. 작은 교회는 이것을 형식으로 보는 반면, 큰 교회는 이것을 교회의 실질적인 기능을 설명하는 큰 문서로 만든다.

## 성경의 신조
- 예수님은 주님이시다 (로마서 10:9; 고린도전서 12:3)
- 신약전서 신조(딤전 2:5, 빌 2:6-11, 딤전 3:16)[1]
- 그리스도께서 죽으셨다가 다시 살아나신 후에 부활을 목격한 자들의 목록(고린도전서 15:3-10)

1. ↑  Pelikan, Jaroslav (2003). 《Credo》. New Haven. 133쪽. ISBN 0300109741.